# Narumi Takahashi
Narumi Takahashi (jap. 高橋 成美, Takahashi Narumi; * 15. Januar 1992 in Chiba, Präfektur Chiba, Japan) ist eine ehemalige japanische Eiskunstläuferin, die im Paarlauf startete.

## Werdegang
Narumi Takahashi wurde in Chiba geboren. Sie folgte ihrer älteren Schwester und begann im Alter von fünf Jahren mit dem Eiskunstlauf. Aufgrund des Berufes ihres Vaters zog die Familie nach China, wo Takahashi ab dem Alter von neun Jahren fünf Jahre ihres Lebens verbrachte. Mit zwölf Jahren wechselte sie vom Einzellauf zum Paarlauf. Ihr erster Partner war Gao Yu, mit dem sie für China an nationalen Meisterschaften teilnahm. Takahashi verließ China und kehrte nach Japan zurück. Dort fand sie zwar einen neuen Partner, der Erfolg blieb jedoch aufgrund der geringen Größenunterschiede aus. Nach einer zweijährigen Korrespondenz mit Trainer Richard Gauthier, den sie bei einem Wettbewerb in China getroffen hatte, zog sie nach Montreal. Gauthier suchte dort nach einem Paarläufer für sie und Bruno Marcotte empfahl ihm schließlich Mervin Tran, der nach einem Probetraining 2007 ihr Partner wurde. Zusammen trainieren sie in St. Leonard und werden vom japanischen Eiskunstlaufverband unterstützt.
2008 wurden Takahashi und Tran erstmals japanische Meister im Paarlauf. 2010 und 2011 standen sie auf dem Podium bei Juniorenweltmeisterschaften. 2010 debütierten sie bereits bei Vier-Kontinente-Meisterschaften und 2011 bei Weltmeisterschaften.
Bei der Weltmeisterschaft 2012 in Nizza gewannen Narumi Takahashi und Mervin Tran überraschend die Bronzemedaille. Es war die erste WM-Medaille für Japan im Paarlauf.
Nach der Trennung von Tran lief Takahashi gemeinsam mit Ryūichi Kihara. Takahashi beendete ihre Karriere im Jahr 2018.

## Ergebnisse
Paarlauf
(mit Mervin Tran)
| Meisterschaft / Jahr            | 2008  | 2009  | 2010  | 2011  | 2012  |
| ------------------------------- | ----- | ----- | ----- | ----- | ----- |
| Weltmeisterschaften             |       |       |       | 9.    | 3.    |
| Vier-Kontinente-Meisterschaften |       |       | 5.    | 7.    | 5.    |
| World Team Trophy               |       | 3.    |       |       | 1.    |
| Juniorenweltmeisterschaften     | 15.   | 7.    | 2.    | 3.    |       |
| Japanische Meisterschaften      |       | 1.    | 1.    | 1.    | 1.    |
| –                               |       |       |       |       |       |
| Grand-Prix-Wettbewerb / Saison  | 07/08 | 08/09 | 09/10 | 10/11 | 11/12 |
| Grand-Prix-Finale               |       |       |       |       | 6.    |
| Skate Canada                    |       |       |       |       | 4.    |
| Cup of Russia                   |       |       |       | 2.    |       |
| NHK Trophy                      |       |       | 8.    | 3.    | 2.    |